# Miyeok-guk
Miyeok-guk (coréen : 미역국) ou soupe aux algues est une soupe coréenne non épicée dont l'ingrédient principal est le miyeok ou algues. Il est traditionnellement consommé comme petit déjeuner d'anniversaire en l'honneur de la mère et pendant plusieurs mois après l'accouchement.

## Préparation
L'ingrédient principal est le miyeok, également connu sous le nom de moutarde de mer. Il est généralement préparé à partir de produits séchés. Comme préparation, les algues sont réhydratées, égouttées, hachées, sautées avec de l'ail et de l'huile de sésame puis mijotées dans du bouillon de bœuf ou de poisson.

## Histoire et culture
Traditionnellement, les femmes mangent la soupe pendant plusieurs mois après l'accouchement. On pense que cette pratique remonte à la période Goryeo et a commencé parce que les gens ont remarqué que les baleines mangeaient des algues après l'accouchement,. Traditionnellement, la soupe symbolise et honore Samsin Halmeoni, une déesse qui aide les femmes pendant la grossesse et l'accouchement,. Les gens qui consomment la soupe le jour de leur anniversaire honorent leur mère qui leur a donné naissance.
Les gens mangent également la soupe au petit déjeuner le jour de leur anniversaire en l’honneur de leur mère. Dans le cadre des célébrations d'anniversaire, les invités se voient servir du miyeok-guk accompagné de gâteaux de riz et d'autres plats traditionnels. Le miyeok-guk est également consommé en dehors des occasions spéciales le reste de l'année. C'est un plat d'accompagnement très courant servi avec du riz.
Le miyeon-guk est souvent vendu sous forme de produit lyophilisé en Corée.

## Bienfaits pour la santé
Les algues sont une bonne source de vitamine K, une vitamine essentielle qui joue un rôle important dans la coagulation sanguine.

## Voir également